# Heister (Neunkirchen-Seelscheid)
Heister ist ein Ortsteil der Gemeinde Neunkirchen-Seelscheid im Rhein-Sieg-Kreis. 

## Lage
Heister liegt auf dem Seelscheid im Bergischen Land an der Bundesstraße 56. Nachbarorte sind Busch und Breitscheid im Norden und Herkenrath im Süden.

## Name
Heister ist der Name Fachbegriff für junge Bäume, im Mittelhochdeutschen speziell für junge Buchen.

## Geschichte
1830 hatte Heister 52 Einwohner. 1845 hatte der Weiler 52 evangelische Einwohner in neun Häusern. 1888 gab es 60 Bewohner in zwölf Häusern.
1901 hatte der Weiler 46 Einwohner. Verzeichnet sind die Familien Ackerer Wilhelm Bäcker, Ackerin Witwe J.H. Engelberth, Ackerin Witwe Hugo Fischer, Ackerer Julius Heimann, Rentner Wilhelm Heimann, Stellmacher Ludwig Piel, Ackerer Robert Pütz, Ackerer Reinhard Röttgen, Schreiner Johann Schöneshofer, Ackerin Witwe August Zöller und Ackerin Witwe Johann Zöller.
Das Dorf gehörte bis 1969 zur Gemeinde Neunkirchen.